# 1942年香港
|        | 香港歷史 \| 香港歷史年表                                                                                                   |
| 世紀： | 19世紀香港 \| 20世紀香港 \| 21世紀香港                                                                                     |
| 年代： | 1910年代香港 \| 1920年代香港 \| 1930年代香港 \| 1940年代香港 \| 1950年代香港 \| 1960年代香港 \| 1970年代香港               |
| 年份： | 1938年香港 \| 1939年香港 \| 1940年香港 \| 1941年香港 \| 1942年香港 \| 1943年香港 \| 1944年香港 \| 1945年香港 \| 1946年香港 |
| 紀年： | 壬午年（马年）、香港開埠101周年                                                                                            |

## 大事記

### 1月
- 1月1日：
  - 佔領地政府宣布當日實施夏令時間，時鐘調快1小時，使香港時間比格林威治時間快9小時及與日本時間相同，一直維持至1945年香港重光後才結束[1]。
  - 佔領地政府在九龍彌敦道永安銀行支行內設立「軍票交換所」，港幣2元可兌換軍票1元。當局亦同時在油麻地廟街設立「物資交換所」，負責售賣食鹽、砂糖等物資，只限軍票交易。[2]
  - 港日政府在港設立地方行政部。[3]
- 1月4日，香港電台恢復播音，改稱「香港放送局」。[3]
- 1月6日，日本當局發起「歸鄉生產運動」。[3]
- 1月11日，九巴恢復行走。[3]
- 1月12日，日軍當局宣佈恢復自1941年12月底停止使用的港幣，准予繼續流通。[4]
- 1月15日，油麻地小輪港九線獲准復航，由中環統一碼頭每半小時開出一班來往油麻地。省港線亦於同日復通。[5]
- 1月18日：							
  - 當局批准五種獨資經營商店恢復營業，包括食品店、日用品雜貨店、飲食店、理髮店及文具店。而旅館、五金店、書店、鐘錶店、眼鏡店及金器店等行業需經向港九其中一間派出所申請復業許可。至於街邊小販，除售賣蔬菜及肉類外，一律禁止擺賣。[6]
  - 港內渡海小輪復航。[3]
  - 軍政廳准許28間銀號復業。[3]
- 1月19日，港澳渡輪復航，白銀丸及「天鵬丸」在三角碼頭（即原永樂碼頭前）分別每日早上十時及正午12時各開出一班，頭等收港幣或軍票5元、二等3元、三等2元。另一方面，有商人組織航運公司，租巨型漁船2艘，行走港澳，隔日對開一次，每艘船可載20人，每客收30元、4至12歲半價、4歲以下免費，由西環菜欄附近上船，在澳門黑沙環登岸，航程需7小時，航線已經日軍批准，惟不准載貨。[7]
- 1月21日，宣佈區政制度，將港九劃分為18個區，並在每區設立區政所。[3]
- 1月22日：							
  - 郵政局恢復服務，改稱「郵便局」。[3]
  - 著名中國作家蕭紅病逝香港[3]，年僅30。
- 1月24日，恢復供應食水。[3]
- 1月25日：							
  - 港島巴士恢復行走。[3]
  - 日軍當局宣佈禁止賭博。[3]
- 1月29日，香港至廣州渡輪線恢復。[3]
- 1月至1943年3月，發生中央警署事件，證人譚財在中央警署工作，目睹警署內慘況，警署2樓為審訊室，3樓則為監獄。審訊室內有一木架，上有鐵轆，繩由此放下，犯人被繩綁好後，即將其扯起，刑具有木棍、皮鞭、鐵棍及橡皮棍等。常見黑箱由4名苦力從警署裡抬入抬出，即使獲釋者亦不久後死亡，估計因飢餓或遭虐打致死，死者達百餘人。證人亦聞及斬首及判死刑，並親眼目睹多人被推上囚車，駛往行刑。往往載滿囚犯而去，1小時後卻空車而來，約200人被執行斬首。在行刑前，有的被審，有的則無，隨即行刑。審訊在監獄附近進行，主持審訊多為負責拘捕犯人回來的人，而所謂的審訊也只是日憲兵私下問訊而已，並非經由法官、亦無律師及旁聽者。[8]

### 2月
- 2月1日，香港電報局開始辦公。[3]
- 2月4日，港九地區實施為期一個月的燈火管制。[3]
- 2月8日，日本「國際電氣通訊株式會社」接手主辦電話服務，全港電話恢復。[3]
- 2月12日，本港氣溫急降至攝氏7.2度，多名露宿者凍死。[9]
- 2月13日：							
  - 氣溫續創本年新低，市區錄得攝氏6.1度，太平山頂更降至4.4度。[10]
  - 九廣鐵路沙田站至羅湖站恢復通車。[3]
- 2月16日，港日政府與部份市民舉行活動慶祝新加坡淪陷。[11]
- 2月18日，日軍當局在跑馬地至石塘咀一帶舉行「慶祝新加坡淪陷大巡遊」，數百團體參與。[12]
- 2月20日，東京正式宣佈香港為大日本帝國佔領地，設立佔領地總督部。[3]
- 2月21日，酒井隆中將調離香港，任命陸軍中將磯谷廉介為香港總督。[3]
- 至2月底先後有300名文化界名人撤出香港。[3]

### 3月
- 3月6日，先施、永安、大新、中華四大公司復業。[3]
- 3月24日，九龍站至羅湖站鐵路全線通車。[3]
- 3月27日，香港電車全面復通。[3]
- 3月28日，頒佈「香督令」第9號，對工商業及出入境作嚴密控制。[3]
- 3月：							
  - 發生送海南島做苦工事件。證人甘曾在中環街市被日憲捕去，同時被拘者十餘人，被捕後囚禁在灣仔告士打道合記公司，隨後十天不准外出，此處已有484人，後被驅逐上「愉林丸」號，駛往海南島，強迫在該處為日本人工作。1945年香港重光後，能返抵者僅百餘人。300多名死者的死因多為遭虐打及飢餓所至，施虐者為台灣漢奸李阿清及日本人藤林。在海南島上並無醫療設施。[13]
  - 自香港淪陷後，九龍醫院旁山地、香港培正中學對面山崗及旺角大球場皆成市民隨處埋葬屍骸的亂葬崗，3月當記者調查時發現其中旺角球場被埋屍骸達60餘具，日軍當局呼籲倘親人死亡需葬於公眾墳場，若隨處埋葬將受嚴懲。[14]
  - 廣東人民抗日游擊隊（簡稱東江縱隊）港九大隊成立。[3]

### 4月
- 4月11日：							
  - 頒佈白米配給辦法，規定每人每月0.4斤。[3]
  - 香港總督部頒令清算敵國銀行。[3]
- 4月16日，為解決米荒，第一批由日本的盟國泰國出口的泰國米運抵香港。[3]
- 4月20日，日佔政府將港九地區主要街道更換成日式名稱[3]，詳見香港日佔時期地名。
- 4月25日，香港賽馬會更名為「香港競馬會」，並舉辦香港淪陷後首次賽馬。[3]
- 4月29日，銅鑼灣登龍街發生火警，1死2傷。[15]

### 5月
- 5月1日：							
  - 大澳與港島渡輪恢復。[3]
  - 香港至海南島及汕頭間之電訊恢復。[3]
- 5月18日，證人歐蓮及丈夫午膳時突被日本憲兵隊及印度籍警察不說理由拘捕至灣仔駱克道一避難室度過一夜，她們相信因當局的「疏散政策」而被強作難民出境，5月19日被送至西環落船，當時一同被拘者數千人，解往西環者共一萬人，船隻共19艘，每艘可載約200餘人，落船時每人獲分派重約2斤的小米罐，麵包2個，國幣10元，落船後即被推入艙底，封閉艙門，不能上船面，起行時間為晚上7時。此19艘船乃由一小型火船拖帶，惟開行不久即遇颱風，火船不能支撐，日憲隊遂斬纜任由此19艘船自行漂流，其中14隻完全沉沒，終釀成約3,000人喪生慘劇。另有1隻船頭爆裂，死傷多人。當時證人在船中漂流4日4夜後到達深圳南澳鎮半天雲，有一火船「金星輪」到場拖救至山邊，由漁船多艘接駁上岸，獲救生還者尋路而行，惟大部份人因餓極而不能行走，當中多人因此留在沙灘上自然死去，沿路屍體滿佈，臭氣薰天。證人從黑夜行至雞啼，天明時終走至一村落，幸證人身上仍有餘錢，能自行返港。[16]
- 5月21日，尖沙咀彌敦道一輛電單車失事翻側，司機喪生。[17]

### 6月
- 6月1日，香港中文報紙合併為4家新報社。[3]
- 6月3日，開放8間醫院為市民服務。[3]
- 6月5日，尖沙咀漆咸道發生車禍，2死9傷。[18]
- 6月7日，9名匪徒行劫上海商業儲蓄銀行，劫去巨款百餘萬港元。[3]
- 6月10日，由於風季將臨，總督部公佈颱風信號實施情況，即日起於孤島及漁港等地增設「補助信號」，即簡化版風球，此等地方只會懸掛一或二號風球，一號表示戒備或強風來襲，二號則為烈風或以上風力將會或已經錄得。原有的一或五至十號信號則繼續於香港大部份地區使用。[19]
- 6月11日，教宗庇護十二世捐款港幣4.5萬給香港戰事受害者。[3]
- 6月15日，總督部准許被清算銀行之存戶提取各種存款之20%，不超過5,000港元。[3]
- 6月，騎師潘述文墮馬受傷，一度昏迷。[20]

### 7月
- 7月8日，西營盤第二街發生斬人案，一名男子懷疑妻子不忠，接連斬傷4人。[21]
- 7月10日，熱帶氣旋襲港，天文台懸七號風球[22]（今八號東北烈風或暴風信號），中環兩宗塌屋事件導致1死5傷[23]。
- 7月16日，兩日來暴雨導致灣仔道塌屋，2死3傷。[24]
- 7月19日，19間華資保險公司復業。[3]
- 7月15日，萬國紅十字會香港分會成立。[3]
- 7月20日，總督部將香港進一步劃分為28個區[3]，其中大部份區域更改名稱，各區設正副區長各一人，詳見香港日佔時期行政區劃。
- 7月22日，總督部頒令，禁止市民跳舞及打麻將。[25]
- 7月23日，宣佈軍票與港幣兌換率為4:1元。[3]
- 7月28日，香港記者俱樂部成立。[3]
- 7月29日：							
  - 熱帶氣旋迫近香港，在本港東南155公里處掠過，香港天文台懸掛九號風球，無傷亡。[26]
  - 金銀業交易所結束。[3]
- 7月，總督部香港中醫學會成立。[3]

### 8月
- 8月1日：							
  - 總督頒令成立「家屋登錄所」，進行居民物業登記。[3]
  - 當局實行清糞新辦法。[3]
- 8月4日，頒令居民有收音機需登記。[3]
- 8月10日，規定居民購米需以軍票付款。[3]
- 8月19日－8月20日，低壓槽相關雨區襲港，惟因氣象資料缺乏，且以安全起見，天文台誤以熱帶氣旋處理，並懸六號風球（今八號西南烈風或暴風信號），無傷亡。[27]
- 8月23日，禁售生魚、生菜食品。[3]
- 8月24日，開始配給食鹽。[3]
- 8月：							
  - 副總督平野茂宣佈，為解決日本士兵強姦婦女問題，在駱克道設慰安所500家。為興建慰安所，日軍將灣仔大佛口一帶居民強行趕走。[3]
  - 第六期米糧配給調查為975,690人，較上次減少4萬人。[28][29]

### 9月
- 9月5日，為防止瘋狗症，官方公佈取締犬隻辦法。[3]
- 9月10日，日軍擴建啟德機場正式動工。[3]
- 9月18日：							
  - 港日政府舉行首次人口普查，在清查中，日軍大肆殺害無辜百姓，據文獻顯示[30]，遇害及被捕後失蹤者達2,000餘人。
  - 制定《貿易取締令》。
- 9月：							
  - 盟軍開始空襲香港。[3]
  - 日軍將7,000名戰俘囚禁於深水埗集中營，另將700名押往日本工廠、煤區勞役。[31]

### 10月
- 10月1日：							
  - 運載1,816名英國藉為主的戰俘及778名日軍、準備由香港開往日本的里斯本丸輪，在駛至浙江舟山時遭美軍潛艇「鱸魚號」發射魚雷擊中，10月2日全船沉沒，釀成1,092人葬身大海[31]，其餘絕大部份生還者登岸時再被日軍捕獲，押送往上海，然後再轉乘「新生丸」前往日本，分別到神戶及大阪服苦役，只有數名戰俘在漁民掩護下逃出生天。
  - 10月1日至2日熱帶氣旋襲港，天文台懸七號風球[32]（今八號東北烈風或暴風信號），風雨中灣仔太原街兩屋倒塌引致1死1傷[33]。澳門改懸九號風球[34]。
- 10月19日，頒佈《處罰敵飛行人員條例》。[31]
- 10月25日－10月26日，美軍首次轟炸香港，分別投下數枚燃燒彈及炸彈，九龍部份民房受損，造成死傷[35]，日軍擊落2架美機[36]。
- 10月：							
  - 總督部宣佈將軍票升值，與港幣之兌換率改為1:4。[31]
  - 日軍強迫匯豐銀行總經理祁禮賓簽發庫存港幣。[31]

### 11月
- 11月1日，頒佈《防空令船舶措置綱要》。[31]
- 11月2日，頒佈《民間燈火管理法規》。[31]
- 11月12日，中、英雙方重慶會談開始。[31]
- 11月14日，港督磯谷廉介撥款4萬元給華民代表，辦理救濟事業。[31]
- 11月15日，總督部頒令開徵《旅遊與飲食稅》。[31]
- 11月20日，上環保良新街兩幢3層高樓宇因連日大雨及室內支撐木料被偷去，逐告倒塌[37]，1死8傷[38]。

### 12月
- 12月1日，開始種痘以預防天花。[31]
- 12月7日，九龍馬車開業。[31]
- 12月8日，全港7間公立醫局成立。[31]
- 12月11日，大東亞戰爭一周年紀念華民民眾大會舉行。[31]
- 12月25日，總督部定今日為「香港更新週年紀念」，[31]	，當局一連三日舉行慶祝大會[39]。
- 12月27日，上環永樂街發生火警，1死1傷。[40]
- 12月28日，中環威靈頓街與閣麟街交界發生車禍，1死7傷。[41]
- 本年：							
  - 全港共發出83,435張「埋葬許可證」。[31]
  - 發生日軍大量盜竊香港物資事件。日軍佔領香港後，將所有大公司、倉庫全部貼上封條，釘上「大日本陸軍管理」的牌子。較大規模的企業，多半釘上「軍搜部管理」的木牌；銀行、錢莊、當舖釘上「金融班管理」的木牌；電影院、報社、印刷廠等則貼上「報道部管理」。日軍嚴格控制一切物資，沒有總督部的有關部門許可，不得買賣和移動任何物資。日軍將搜刮而來的物資捆綁後用袋裝載，運回日本。僅九龍倉一處，日軍就運走總值高達10億日圓的物品，其中包括許多稀有物品，如元素鐳。據統計，僅佔領香港初期，日軍搶走香港汽車便多達20,000多輛。日本兵不僅隨意入屋搜劫，還隨便搜查街上行人，把他們的手錶、相機等一概沒收，更甚的是被搜者還要向日本兵鞠躬致謝，否則便可能被拳打腳踢，甚至挨刀挨槍。戰時五金奇缺，日軍在香港多處搜刮，皇后像廣場的維多利亞女皇銅像、第12任港督卜力銅像、匯豐銀行門前的一對獅子以及各教堂的銅鐘均被拆卸運往日本。戰後英國政府向日本交涉，只討回維多利亞銅像和匯豐銀行的銅獅子，其餘均已被熔化來製造武器。[42]
  - 總督部頒佈《刑事緊急治罪條例》。[31]
  - 總督部頒佈《軍律令》。[31]
  - 香港人口約100萬。[31]

## 出生人物
- 1月17日，榮智健，香港、上海及中國企業家，中信泰富前主席。
- 4月13日，黃星華（－2012年5月，70歲），歷任香港郵政署署長、教育署署長及房屋局局長。
- 5月20日，潘祖堯（－2022年8月13日，80歲），已故建築師及政界人士，歷任香港建築師學會會長、政協代表。
- 7月10日，梁智仁，香港公開大學校長，著名骨科醫生、科學家、教育家。
- 7月13日，岳華（－2018年10月20日，76歲），已故無綫電視藝員。
- 8月21日，丁午壽，企業家，前香港立法會議員。
- 9月4日，許長青（－2005年1月6日，62歲），已故香港立法會議員。
- 11月30日，白茵，香港著名電影演員、電視藝員。
- 11月，黃光漢（－2007年7月6日，64歲），已故香港企業家、前人大代表。
- 本年：							
  - 靳埭強，設計師。
  - 張彼得，民建聯成員，前亞視藝員。

## 逝世人物
- 本年：	
  - 1月－鍾榮光，廣州嶺南大學首任華人校長。
  - 1月22日－蕭紅，中華民國大陸時期著名女作家。
  - 小明星（原名鄧曼薇），1930年代至1940年代著名粵曲演唱家，香港電影演員。
  - 侯曜，香港導演。